# Jürgen Thiel
Jürgen Thiel (Jasnoe, 27 marzo 1937) è un ex pallanuotista tedesco orientale.
Ha fatto parte della Squadra Unificata Tedesca ai Giochi di Tokyo 1964, e della Germania Est ai Giochi di Città del Messico 1968.
Ha vinto 1 argento ai Campionati europei del 1966.